# TV-piraterna

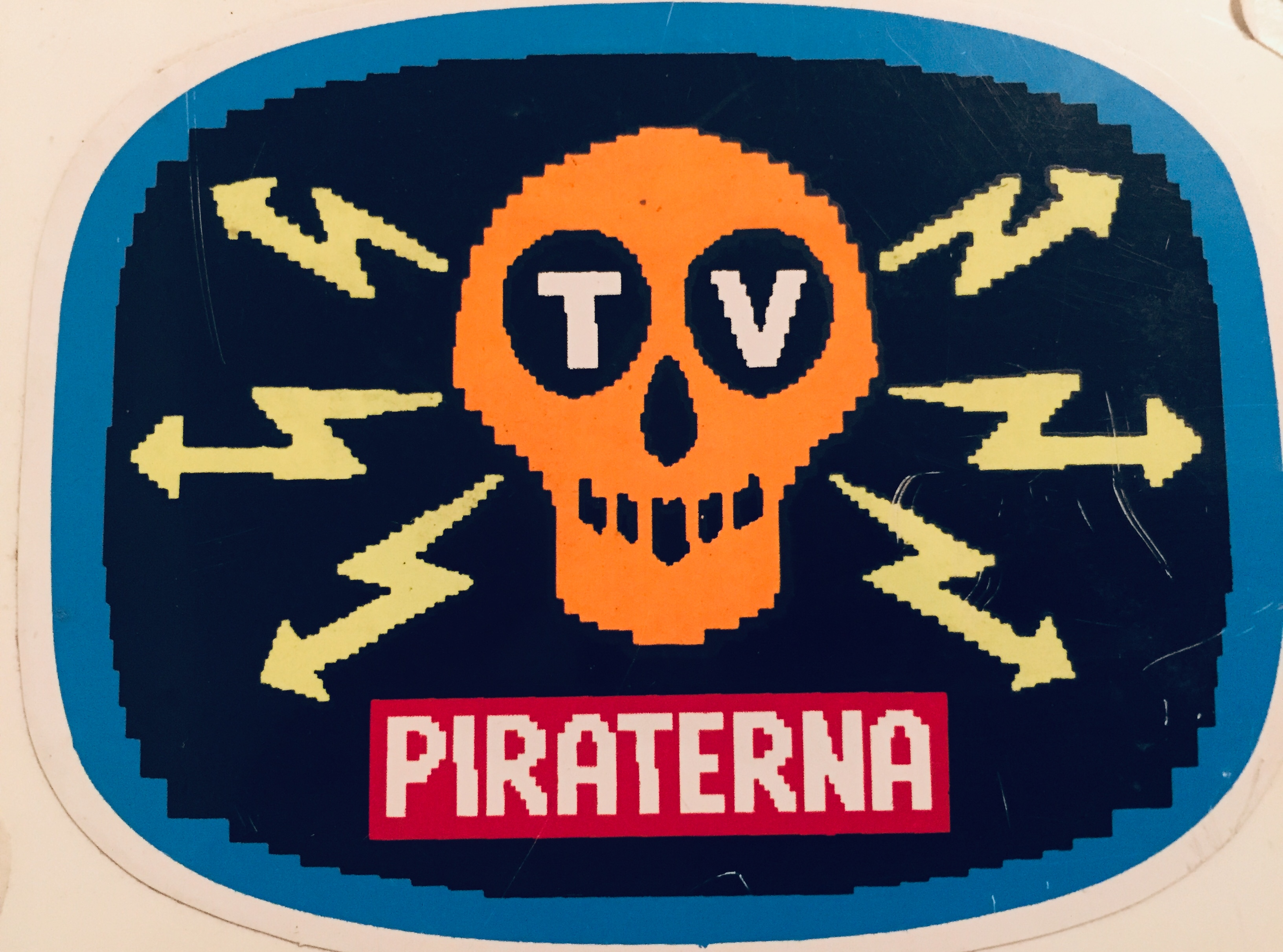
TV-piraterna, klistermärke

TV-piraterna var en programserie som visades i SVT som jullovsmorgon under jullovet 1983–1984. Medverkade gjorde bland andra Anne-Lie Rydé, Ted Åström, Johan Lindell, Jonna Liljendahl, Mikael Segerström och Bertil Norström. Programmet innehöll bland annat en bokstavs- och rebustävling som var tänkt att ses med speciella 3D-glasögon. Tävlingen presenterades av en tecknad figur som hette Tummen och en robot vid namn Flimmer.
Detta var under det svenska TV-monopolets tid, och seriens fiktiva premiss var att TV-piraterna otillåtet bröt sig in i SVT:s sändningar med sitt program. För att stävja ofoget hade SVT kopplat in MMM – Myndigheter mot massmediamissbruk, som ständigt jagade TV-piraternas mobila TV-studio från plats till plats.